# Pelurga ferrugionascens
Pelurga ferrugionascens là một loài bướm đêm trong họ Geometridae.